# Wilhelm Sponneck
Wilhelm Carl Eppingen Sponneck,   comte Sponneck, est né le 16 février 1815 à Ringkøbing, au Danemark, et est décédé dans cette même ville le 29 février 1888. Il est ministre des Finances du Danemark de 1848 à 1854 puis conseiller du roi Georges Ier de Grèce (né Guillaume de Danemark) de 1863 à 1865.